# 福島県立白河旭高等学校
福島県立白河旭高等学校（ふくしまけんりつ しらかわあさひこうとうがっこう）は、福島県白河市旭町にある県立高等学校である。

## 概要
- 通称は「旭（あさひ）」。また、長らく福島県立白河女子高等学校であったためか、「白女」（はくじょ）の略称も頻繁に使われる。
- 学校の名称にも用いられている「旭」とは、福島県白河市旭町に位置しているという意味だけではなく、生徒たちを煌々と輝く太陽（旭）に喩えて、いつまでも輝き続けてほしいという意味も込められていると云われている。
- 校章は、右上に「旭」、左下に「高」、左上に北極星を表す「☆」、右下に阿武隈川の流れを表す「3本の波線」が描かれている。

## 設置課程
- 全日制課程
  - 普通科

## 沿革
- 1914年5月29日 - 創立。
- 1914年2月27日 - 白河実科高等女学校設立。
- 1914年5月29日 - 開校式（第1学年20名、第2学年18名　入学）生徒定員100名。
- 1916年10月9日 - 修業年限4か年、生徒定員200名となる。
- 1918年9月1日 - 白河町立高等女学校と改称。
- 1920年4月1日 - 福島県西白河郡立白河高等女学校と改称。
- 1923年1月1日 - 福島県立白河高等女学校と改称、生徒定員400名となる。
- 1945年4月12日 - 学徒動員により保土谷化学工業郡山工場で働いていた生徒14名が郡山空襲で被災。
- 1948年4月1日 - 学制改革により、福島県立白河女子高等学校となる。
- 1994年10月29日 - 創立80周年記念式典。
- 1997年4月1日 - 福島県立白河旭高等学校に改称。男女共学となる。
- 2004年9月18日 - 創立90周年記念式典。
- 2011年 - 募集定員40名減、1学年5クラス設置となる。
- 2011年3月11日 - 東日本大震災及び福島第一原子力発電所事故。体育館や校舎が被害を受ける。
- 2014年9月22日 - 創立100周年記念事業校門除幕式。
- 2014年9月27日 - 創立100周年記念式典。当時プロ野球解説者であった工藤公康による記念講演会が開かれる。
- 2019年 - 募集定員40名減、1学年4クラス設置となる。

## 進路概況
- 国公立大学　例年20人前後
- 私立大学　例年100人前後
- 短期大学　例年30人前後
- 専門学校　例年70人前後
- 就職　例年20人前後

## 学校行事
- 4月 - 入学式、対面式、オリエンテーション、生徒総会、新入生歓迎ダンスパーティ
- 5月 - 中間考査
- 6月 - 期末考査
- 7月 - 生徒会役員選挙、校内球技大会、合唱祭、夏季課外授業、夏休み（～8月）
- 8月 - 集中学習会
- 9月 - 校内体育祭、芸術鑑賞会、からたち祭（文化祭）
- 10月 - 中間考査、2年修学旅行、1・3年遠足
- 11月 - 期末考査
- 12月 - 冬季課外授業、冬休み（～1月）
- 1月 - 高校入試I期選抜
- 2月 - 学年末考査
- 3月 - 卒業式、高校入試II期選抜、合格発表、（III期選抜）、春季課外授業、離任式、春休み（～4月）

※合唱祭、からたち祭、校内体育祭はそれぞれ3年に1度開祭。

## 部活動
- 野球部
- ソフトボール部
- 陸上競技部
- ソフトテニス部
- 女子バスケットボール部
- 女子バレーボール部
- サッカー部
- バドミントン部
- 卓球部
- 剣道部
- 弓道部
- 吹奏楽部
- 演劇部
- 美術部
- 総合文化部[2]

## 最寄駅・交通
- JR東北本線白河駅下車、徒歩20分
  - 白河駅より福島交通バス、JR水郡線磐城棚倉駅よりJRバス関東白棚線利用白河旭高校バス停下車

## 著名な出身者
- 川田悦子 - 元衆議院議員
- 阿部篤史 - バレーボール指導者・元選手（FC東京バレーボールチーム）
- 山崎マキコ - 作家
- 田嶋和也 - 陸上競技選手
- 野村沙知代 - タレント、元プロ野球選手・元監督野村克也の妻（中退）
- 樋口まち子 - 国立看護大学校教授
- 小室早弥香 - フリーアナウンサー
- 矢吹純 - プロボクサー

## 姉妹校
- 北杜市立甲陵高等学校